# Núcleo troclear
El núcleo del nervio troclear ( /ˈtrɒklɪər/ ) es un núcleo motor en el mesencéfalo medial que da lugar al nervio troclear (nervio craneal IV).

## Anatomía
El núcleo troclear está situado en el mesencéfalo caudal rostral, a nivel intercolicular entre el colículo superior y el colículo inferior. Como todos los núcleos motores de los nervios craneales, está situado cerca de la línea media (es decir, en el mesencéfalo medial). Está incrustado dentro del fascículo longitudinal medial. Se encuentra debajo del acueducto cerebral. Está situado inmediatamente debajo del núcleo del nervio oculomotor (CN III), el único otro nervio craneal con un núcleo en el mesencéfalo, además del núcleo mesencefálico del nervio trigémino.
El núcleo troclear es único en el sentido de que sus axones discurren dorsalmente y cruzan la línea media en la decusación troclear (situada en el velo medular superior) en el mesencéfalo antes de emerger del tronco encefálico posterior/dorsalmente. Una lesión del núcleo troclear afecta al ojo contralateral, mientras que las lesiones de los demás núcleos craneales afectan al lado ipsilateral.

### Suministro de sangre
El mesencéfalo recibe su riego sanguíneo arterial de la arteria cerebral posterior, la arteria cerebelosa superior y la arteria basilar; la interrupción del flujo sanguíneo a través de cualquiera de estos vasos puede interrumpir el suministro de sangre al núcleo troclear.

## Imágenes adicionales

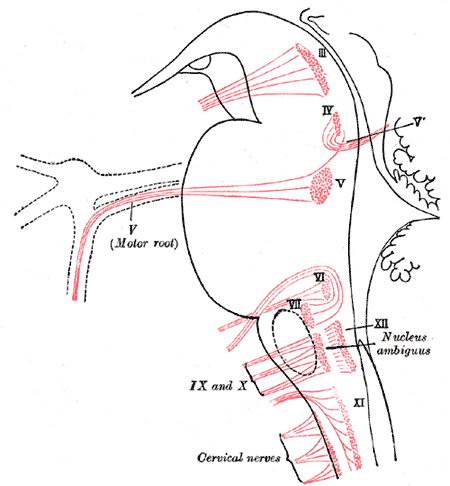
Núcleos de origen de los nervios motores craneales representados esquemáticamente; vista lateral.
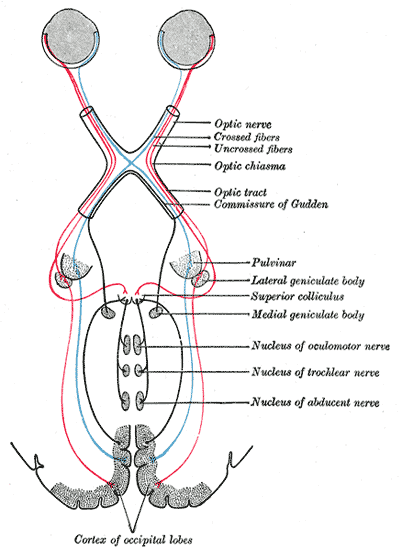
Esquema que muestra las conexiones centrales de los nervios ópticos y los tractos ópticos.
Sección sagital del tronco cerebral